# Lourival Inácio de Carvalho
Lourival Inácio de Carvalho, conhecido como Lourival de Carvalho ou popularmente chamado pelo seu nome artístico Louro (Niterói, 22 de abril de 1892 – Rio de Janeiro, 17 de junho de 1956), foi um compositor, arranjador, clarinetista, saxofonista e baixista brasileiro.
Conhecido Chorão no cenário musical do Rio de Janeiro desde a Belle Époque carioca até meados dos anos 1950, foi um compositor brasileiro de grande qualidade musical sem o devido reconhecimento por uma obra esquecida.

## Biografia
Nascido e criado no bairro do Barreto, em Niterói, de origem pobre, aos oitop anos de idade, despertou um grande interesse pela música, chegando a criar a ideia de brincar com caixas de fósforos para improvisar a sonoridade de instrumentos de sopro, tocando algumas músicas da época.
Ainda quando menino ingressou na fabrica de tecidos "Companhia Manufatora Fluminense" da qual era vizinho. Lá, devido ao seu nome e ao seu cabelo alourado foi apelidado "Louro". Em função de sua vocação, logo foi encaminhado para os estudos musicais na banda da fábrica conhecida como "Centro Musical Fluminense".